# Fred Raymond
Fred Raymond, de son vrai nom Raimund Friedrich Vesely (20 avril 1900 - 10 janvier 1954) est un compositeur autrichien.

## Biographie
Fred Raymond est né à Vienne. Il est le troisième enfant (après deux filles) de Vinzenz Vesely, un employé du chemin de fer de l’État autrichien, et de son épouse Henriette, née Dluhos. Les deux parents sont d'origine tchèque. Ils souhaitent que leur fils étudie l'exploitation minière après l'école secondaire, et poursuive une carrière dans la fonction publique. Après la mort prématurée de ses  parents, Raymond entre dans une école commerciale et reçoit une formation de banquier. À l'époque, il fait de la musique pour son plaisir personnel et prend des leçons de piano et d'harmonie au Conservatoire de Vienne.
Raymond compose de la musique d'opérette ainsi que de nombreuses musiques de films et de Schlager, qui ont, dans les années 1920 et 1930, un certain succès populaire. Il devient célèbre en 1925 avec Ich hab mein Herz in Heidelberg verloren (J'ai perdu mon cœur à Heidelberg), et des compositions dans le style typique des années 1920, en particulier Ich hab das Fräulein Helen baden seh'n (J'ai vu Mlle Helen se baigner) ou Ich reiß' mir eine Wimper aus (J'ai perdu un cil).
En raison d'une faiblesse cardiaque, il passe son service militaire dans un service de propagande à l'émetteur militaire de Belgrade. Après la guerre, il a pris une courte pause à l'Orchestre radiophonique de Salzbourg pour aller à Hambourg, où il termine ses deux dernières opérettes, Geliebte Manuela (Ma bien-aimée Manuela) et Flieder aus Wien (Lilas de Vienne).
En 1951, il déménage dans une nouvelle maison à Überlingen, où il passe trois ans avec sa jeune épouse Eva-Maria avant de mourir d'une insuffisance cardiaque peu de temps avant la naissance de leur fils, Thomas. Sa tombe en marbre se trouve à Überlingen, sur la rive du lac de Constance, et est décorée d'une lyre. Pour commémorer le quatre-vingtième année de sa naissance, une rue porte son nom dans le quartier de Donaustadt.

## Œuvres

### Opérettes
- Lauf ins Glück (1934)
- Ball der Nationen (1935)
- Fahrt ins Abenteuer (1935)
- Auf großer Fahrt (1936)
- Marielu (1936)
- Maske in Blau (1937)
- Saison in Salzburg (Salzburger Nockerln) (1938)
- Die Perle von Tokaj (1941)
- Konfetti (1948)
- Flieder aus Wien (1949)
- Geliebte Manuela (1951)

### Films basés sur les œuvres de Raymond
Avec l'année de sortie et le réalisateur.
- J'ai perdu mon cœur à Heidelberg (1952, Ernst Neubach)
- Saison in Salzburg (1961, Franz Josef Gottlieb)
- Ball der Nationen (1954, Karl Ritter)
- Una Notte con te (1932, Ferruccio Biancini)
- Staatsanwaltin Corda (1954, Karl Ritter)
- Die Perle von Tokay (1954, Hubert Marischka)
- Nur am Rhein (1930, Max Mack)
- Mein Heidelberg, Ich kann dich nicht vergessen (1927, James Bauer (de))
- Saison in Salzburg (1952, Ernst Marischka)
- Maske in Blau (1942, Paul Martin)
- Maske in Blau (1953, Georg Jacoby)
- Das Glück wohnt nebenan (1939, Hubert Marischka)

## Source
- (en) Cet article est partiellement ou en totalité issu de l’article de Wikipédia en anglais intitulé « Fred Raymond » (voir la liste des auteurs).